# Rodrigo Souto
Rodrigo Ribeiro Souto, detto Rodrigo Souto (Rio de Janeiro, 9 settembre 1983), è un ex calciatore brasiliano, di ruolo centrocampista.

## Caratteristiche tecniche
Gioca come centrocampista, ricoprendo il ruolo di volante.

## Carriera

### Club
Cresciuto nel settore giovanile del São Cristóvão, venne ceduto al Vasco da Gama nel 2000. Debuttò in Série A l'8 ottobre 2002 contro il Figueirense all'Estádio São Januário, subentrando a Léo Lima. Alla sua prima stagione totalizzò venti presenze, andando a segno due volte, contro Goiás e Guarani. Nel 2003 ebbe uno spazio ancor maggiore, dato che assommò trentadue partite giocate, con tre gol marcati; tuttavia, lo stesso giocatore affermò di non aver reso al massimo in tale stagione. Una volta disputato il Campeonato Brasileiro Série A 2004, con ventisei presenze all'attivo, nel gennaio del 2005 fu ceduto all'Atlético Paranaense, assieme a Netinho. La nuova società lo girò in prestito al Figueirense nell'agosto dello stesso anno, dopo aver vinto il campionato statale. Rodrigo Souto rimase nella società di Florianópolis per due stagioni, disputando la Série A nel 2005 e nel 2006: con la maglia bianco-nera accumulò venti presenze nella prima annata e trentadue nella successiva. Nel dicembre 2006 il Santos annunciò di aver messo sotto contratto Adaílton e lo stesso Rodrigo Souto: entrambi gli acquisti furono ufficializzati il 3 gennaio 2007. Al suo primo campionato con il Peixe, la Série A 2007, Rodrigo Souto fu stabilmente titolare, raggiungendo a fine stagione quota 33 presenze, con 2 gol segnati. Qualificatosi per la Copa Libertadores, il club si trovò incluso nel gruppo con Chivas, Cúcuta Deportivo e San José di Oruro, compagine boliviana. Proprio nell'incontro del 19 marzo contro questa formazione Rodrigo Souto fu trovato positivo al test dell'antidoping. Nel luglio del medesimo anno la CONMEBOL lo squalificò per due anni, ma la FIFA accolse il ricorso del Santos, scagionando il giocatore e permettendogli di tornare a giocare. Nel 2010 Rodrigo Souto è stato ceduto al San Paolo in cambio del prestito di Arouca.

### Nazionale
Ha ricevuto la convocazione del commissario tecnico del Brasile Under-20 Marcos Paquetá per il Torneo di Tolone 2002.

## Palmarès

### Club

#### Competizioni nazionali
- Campionato Carioca: 1

Vasco da Gama: 2003
- Campionato Paranaense: 1

Atlético-PR: 2005
- Campionato Catarinense: 1

Figueirense: 2006
- Campionato paulista: 1

Santos: 2007

### Nazionale
- Torneo di Tolone: 1

2002